# 애스토리아 (퀸스)

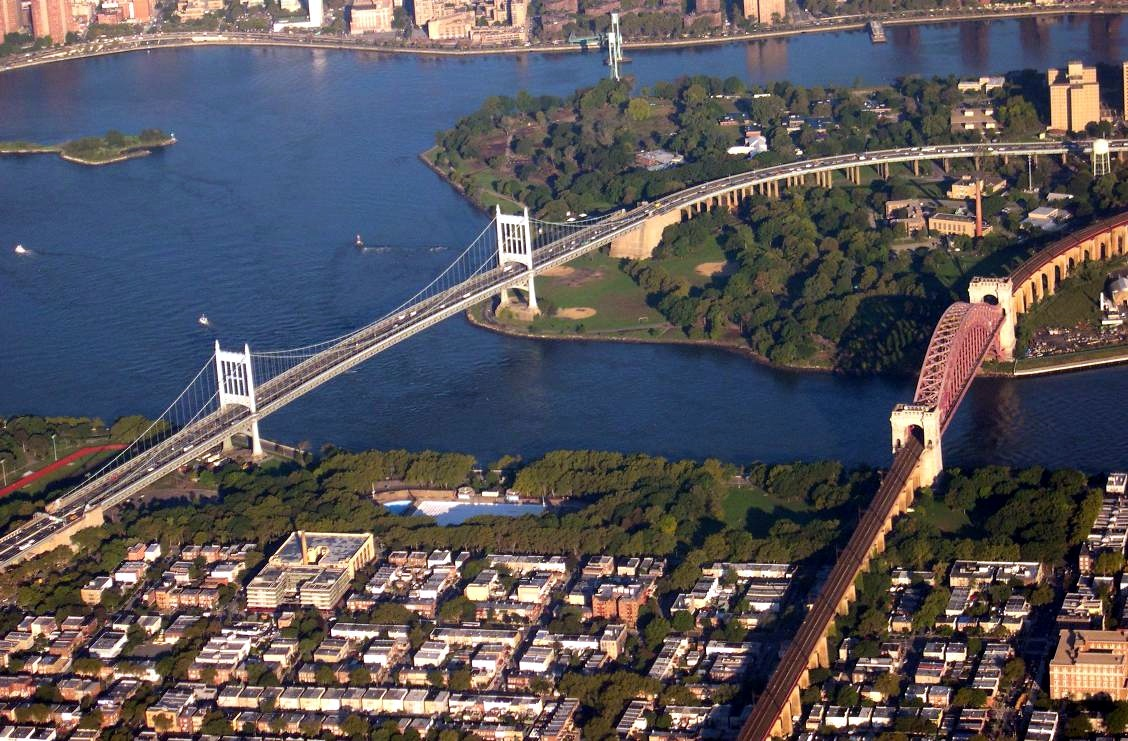
애스토리아

애스토리아(Astoria)는 퀸스의 한 지역이다.